# Libellula angelina
Libellula angelina är en trollsländeart som beskrevs av Selys 1883. Libellula angelina ingår i släktet Libellula och familjen segeltrollsländor. IUCN kategoriserar arten globalt som akut hotad. Inga underarter finns listade i Catalogue of Life.

## Bildgalleri

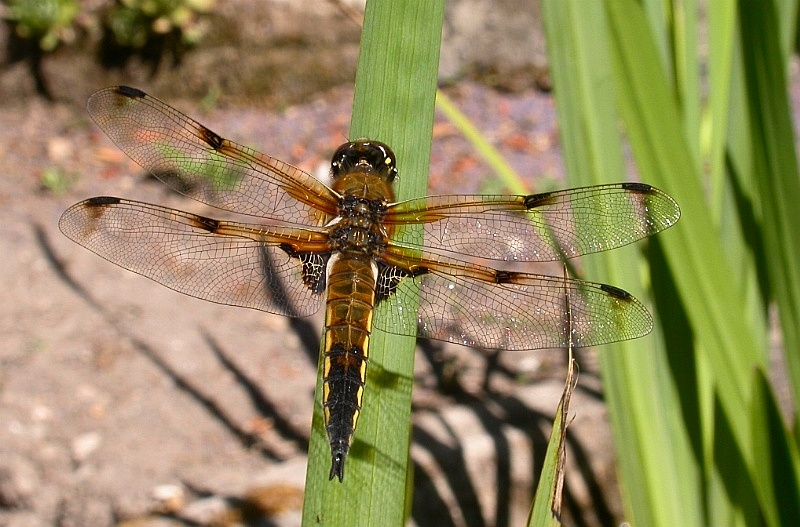